# 부표

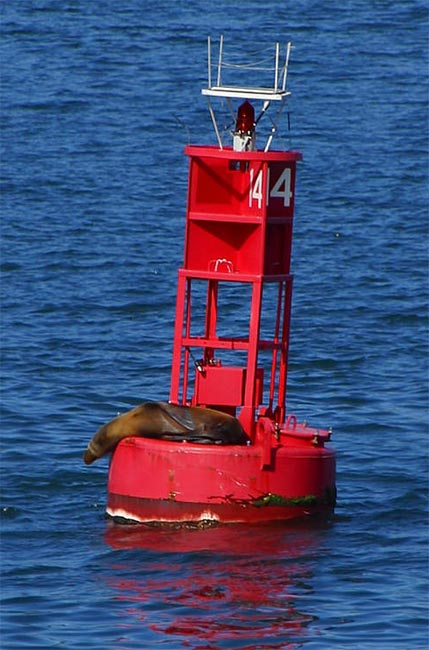
부표

부표(浮標, 문화어: 띄움표)는 항만이나 하천 등 선박이 항행하는 위치 수면에 띄워 항로 안내, 암초의 위치 등을 알리는 표지판이다. 프리다이빙에서는 부이(영어: buoy)라고 한다.

## 역사
부표의 정확한 기원은 알려지지 않았으나, 1295년경 선원 안내서에는 스페인 과달키비르강에서의 항로 부표가 언급되어 있다. 북쪽으로는 프랑스·벨기에 국경을 흐르는 뫼즈강에 중세 초기부터 부표를 설치했다는 기록이 전해진다. 처음에는 나무 기둥이나 뗏목에 불과했으나, 1358년 네덜란드 마스만트(Maasmond)에서 나무통 형태의 부표가 사용된 기록도 있다. 단순한 나무통 부표는 해저에 고정하기 어려워 원뿔 모양의 ‘톤’(tonne)이 개발되었고, 좁은 끝단에 선박 고정용 고리가 달린 마개가 장착되었다. 1790년경에는 이 고전적 원뿔형 톤이 ‘넌 부표’(nun buoy)로 대체되었는데, 물속 부분은 톤과 같은 원뿔형이고 수면 위에는 단면이 원통인 도표(倒錐)를 올린 형태에 상단 식별 표시가 추가되었다. 19세기에 이르러서는 내부에 격벽을 갖춘 철제 부표가 등장했으며, 일부에는 종(1860년경)이나 호각(1880년경)이 부착되기도 하였다. 1879년 율리우스 핀치(Julius Pintsch)가 압축 가스를 이용한 부표 점등 장치를 특허 내었고, 1912년부터는 구스타프 달렌의 아세틸렌 램프가 보급되어 플래시 기능으로 선박 불빛과 구별할 수 있게 되었다. 이후 태양광에 반응해 자동으로 점등을 차단하는 ‘태양 밸브’가 개발되면서 부표의 조명이 한층 진화하였다.

## 종류

### 항해 부표
- 경주 코스 마커 부표는 부표 경주에 사용되며, 가장 널리 사용되는 요트 경주 및 파워 보트 경주의 한 형태이다. 코스를 한정하며 지정된 측면으로 통과해야 한다. 수중 오리엔티어링 대회에서도 사용된다.
- 긴급 난파선 부표는 새로운 난파선을 임시로 표시하는 명확하고 모호하지 않은 수단을 제공하며, 일반적으로 처음 24–72시간 동안 사용된다. 동일한 개수의 파란색과 노란색 수직 줄무늬로 색칠되어 있으며, 파란색과 노란색 교대 점멸등이 장착되어 있다. 이 부표는 2002년 도버 해협에서 선박이 새로운 난파선인 MV Tricolor와 충돌한 후 도입되었다.[8]
- 얼음 표식 부표는 얼어붙은 호수와 강에 있는 구멍을 표시하여 스노모빌이 구멍 위로 운전하지 않도록 한다.
- 대형 항해 부표(LNB, 또는 랜비 부표)는 등대선을 대체하여 강력한 조명을 전자적으로 모니터링하는 높이 10m 이상의 자동 부표이다.[9] 해도에 "슈퍼부표"로 표시될 수 있다.[10]
- 측방 표지 부표
- 안전 수역 표지, 수로 부표, 또는 외측 부표는 수로 입구나 근처 육지를 표시한다.
- 해상 표지는 선박이 안전하게 항해할 수 있도록 해상 수로, 위험 지역 또는 행정 구역을 표시하여 도선을 돕는다. 일부는 파도로 작동하는 종이나 징이 장착되어 있다.
- 난파선 부표는 난파선을 표시하여 다른 선박들이 보이지 않는 위험 때문에 멀리 떨어지도록 경고한다.
- 광파 부표는 밤에 경계를 표시한다.

### 표식 부표
부표는 수중 물체의 위치를 임시 또는 영구적으로 표시하는 데 자주 사용된다.
- 가재 잡이 통발 부표는 가재 잡이 통발의 위치를 표시하는 밝은 색의 부표로, 가재 낚시꾼들이 통발을 찾을 수 있도록 한다. 어부마다 고유한 색상 표시 또는 등록 번호를 가지고 있다. 자신의 통발만 올릴 수 있으며, 단속관이 어떤 통발을 올리는지 알 수 있도록 보트에 부표 색상이나 면허 번호를 표시해야 한다. 부표는 비, 안개, 바다 안개와 같은 시야가 좋지 않은 조건에서도 볼 수 있도록 밝은 색상에 잘 보이는 숫자가 표시되어 있다.[11][12]
- 낚시찌는 낚시에서 사용되는 가벼운 부표의 일종으로, [[낚시 미끼|미끼 달린 낚싯바늘]]의 위치를 표시하고, 낚싯바늘의 수중 상태 변화를 낚시꾼에게 알려주는 입질 감지기 역할을 한다.

#### 잠수
수중 잠수부는 여러 종류의 표식 부표를 사용할 수 있다.
- 감압 부표는 잠수 중인 스쿠버 잠수꾼이 감압 정지 중 자신의 수중 위치를 표시하기 위해 전개한다.
- 샷 부표는 스쿠버 잠수꾼의 보트 안전 확보를 위해 다이빙 지점을 표시하여 시야가 좋지 않거나 조류가 있는 조건에서 다이빙 지점으로 더 쉽게 하강하고 상승 시 감압 정지를 더 안전하게 수행할 수 있도록 한다.
- 수면 마커 부표는 스쿠버 잠수꾼이 수중에서 자신의 위치를 표시하기 위해 잠수 시 휴대한다.[13]
- 다이빙 구역 경계 부표는 해당 구역에서 잠수꾼이 작업 중임을 나타내어 통과하는 선박에게 접근 금지를 경고한다.

### 구조
- 구명 부표는 물에 빠진 사람에게 던져 부력을 제공하는 구명 부표이다. 일반적으로 당길 수 있는 연결 라인이 있다.
- 자체 위치 추적 기준 마커 부표(SLDMB)는 미국 해안경비대 선박이나 항공기에서 수색 및 구조를 위해 배치하도록 설계된 30~100cm 깊이의 드로그 날개를 가진 70% 축척 해안 해양 역학 실험(CODE)/데이비스 스타일 해양 표면 드리프터이다.[14] 바람과 파도의 영향을 최소화하기 위해 수면 위의 표면적이 매우 작다.[15]
- 잠수함 구조 부표는 비상 및 통신 목적으로 전개된다.

### 연구
- 프로파일링 부표는 해수 온도와 염분을 측정하면서 제어된 속도로 특정 깊이(예: 2,000m)까지 가라앉도록 부력을 조절하는 특수 부표이다. 일반적으로 10일 후 표면으로 돌아와 위성을 통해 데이터를 전송한 후 다시 가라앉는다.[16] 아르고 참조.
- 쓰나미 부표는 해저 수압의 급격한 변화를 감지할 수 있는 고정 부표이며, 태평양 쓰나미 경보 센터 및 인도양의 쓰나미 경보 시스템의 구성 요소이다.
- 파랑 부표는 파동 열차로서 수면의 움직임을 측정한다. 전송된 데이터는 분석되어 유의파고 및 주기, 파향과 같은 통계를 형성한다.
- 기상 부표는 기온, 기압, 풍속 및 풍향과 같은 기상 변수를 측정한다. 이 데이터는 위성 라디오 링크(예: 전용 아르고스 시스템 또는 상용 위성 전화 네트워크)를 통해 기상 센터로 전송되어 예보 및 기후 연구에 사용된다. 개방 해류에 고정(계류 부표)되거나 표류(표류 부표)할 수 있다. 위치는 위성으로 계산된다. 또한 해양 데이터 수집 시스템 또는 ODAS(Ocean Data Acquisition System) 부표라고도 하며,[17] 해도에 "슈퍼부표"로 표시될 수 있다.[10]

### 계류
- 계류 부표는 계류 케이블 또는 체인의 한쪽 끝을 수면에 유지하여 선박과 보트가 부표에 묶을 수 있도록 한다. 많은 마리나는 부표에 번호를 표시하고 특정 선박에 배정하거나 이동하는 선박에 임대한다. 이 앵커링 방법은 영구적 배치 또는 장기간 사용을 위한 것이다.[18]
- 트리핑 부표는 '틀:Nautical term'의 한쪽 끝을 수면에 유지하여 갇힌 닻을 더 쉽게 풀고 들어 올릴 수 있도록 한다.

### 군사
- 마커 부표는 해전 (특히 대잠전)에서 사용되며, 불꽃과 연기를 생성하기 위해 화공 장치를 사용하여 빛과 연기를 방출한다. 일반적으로 직경 3인치(76mm), 길이 약 20인치(500mm)이며 해수와 접촉하면 활성화되어 수면에 떠 있다. 일부는 특정 기간이 지나면 스스로 꺼지고, 일부는 더 이상 필요하지 않을 때 가라앉는다.
- 소노부표는 대잠전 항공기에서 소나로 잠수함을 탐지하는 데 사용된다.
- 표적 부표는 해군 및 해안 부대의 실사격 훈련에서 소형 보트와 같은 표적을 시뮬레이션한다. 일반적으로 중기관총, 고속 발사 대포(~20mm), 기관포(최대 40~57mm), 대전차 로켓과 같은 중형 무기로 표적을 삼는다.

### 특정 형태
- 댄 부표는 다음과 같이 사용된다.
  - 등대 및 무선 등대를 위한 플랫폼을 제공하는 대형 해상 항해 보조 장치
  - 요트 및 소형 레저 보트에서 사용하는 깃발이 있는 구명 부표
  - 그물 닻 위치를 표시하기 위한 덴마크식 선망 어업의 임시 표지
  - 댄레이어가 소해 작전 중 소해된 경로, 소해된 구역, 알려진 위험 및 기타 위치 또는 기준점의 경계를 나타내기 위해 설치한 임시 표지
  - 인명 구조 작업을 위한 임시 표지
- 스파 부표는 R/P FLIP과 같이 똑바로 떠 있는 길고 가는 부표이다.

### 기타

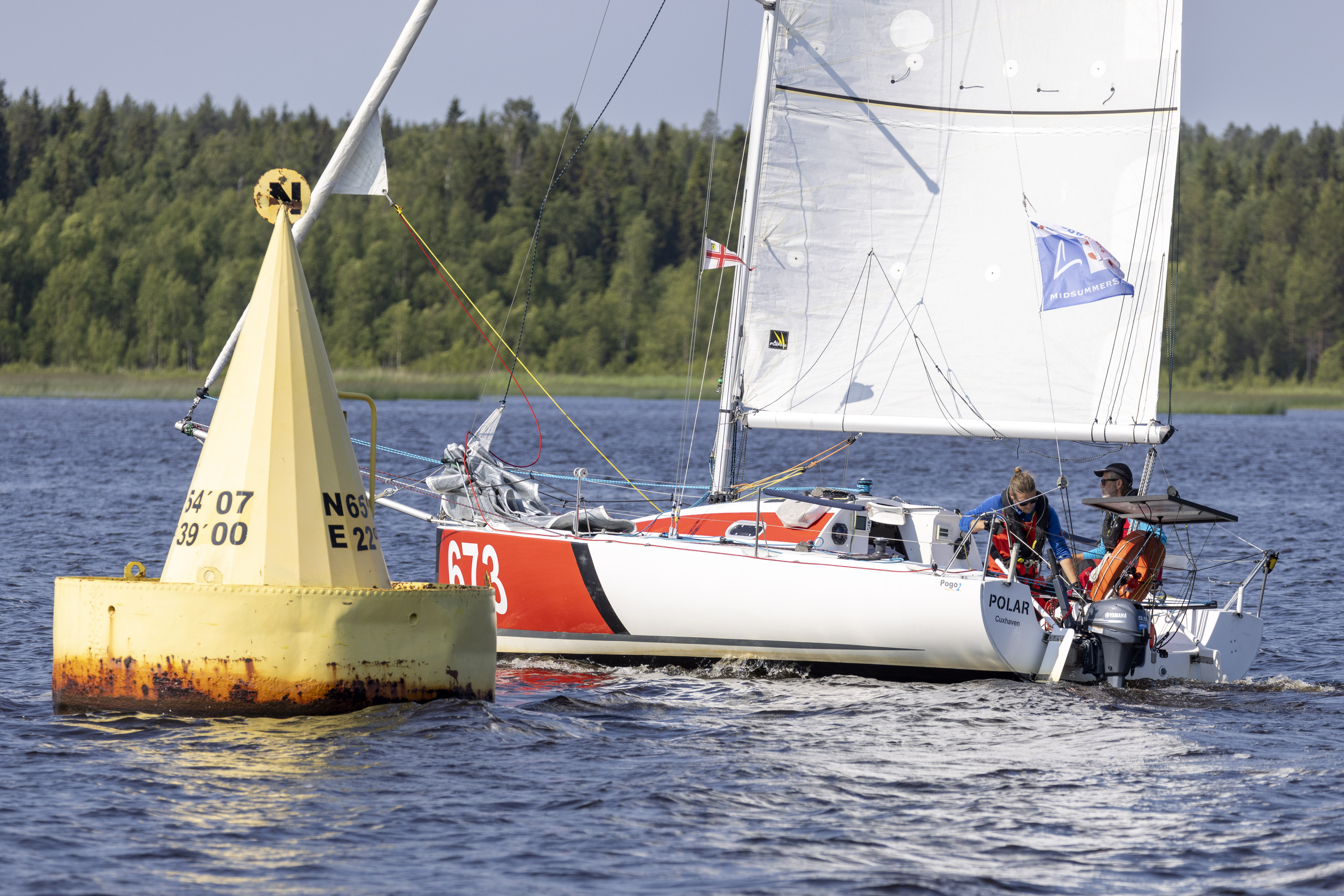
퇴레에 있는 우체통이 있는 부표

- 부표에 설치된 우체통은 퇴레(스웨덴)와 슈타인후더 메어(독일)에 존재한다.[20]

### 허구
- 미 해군에서 신병에게 존재하지 않는 우편물을 찾기 위해 위치를 찾도록 하는 장난으로 가상의 "메일 부표"가 사용되었다.[21]
- 우주 부표는 일부 공상 과학 소설에 등장하는 기능으로, 외우주에 정지하여 항해 데이터나 경고를 제공하는 물체이다.[22]

## 기타 용도
- 부표는 일부 파력 발전 시스템에서 전력을 생산하는 데 사용된다.[23]
- Weber-Stephen Products Co.의 창립자인 조지 A. 스티븐(George A. Stephen)은 금속 부표를 반으로 자르고 둥근 뚜껑이 있는 돔 모양의 그릴을 부착하여 케틀 그릴을 발명했다.[24]

## 사진

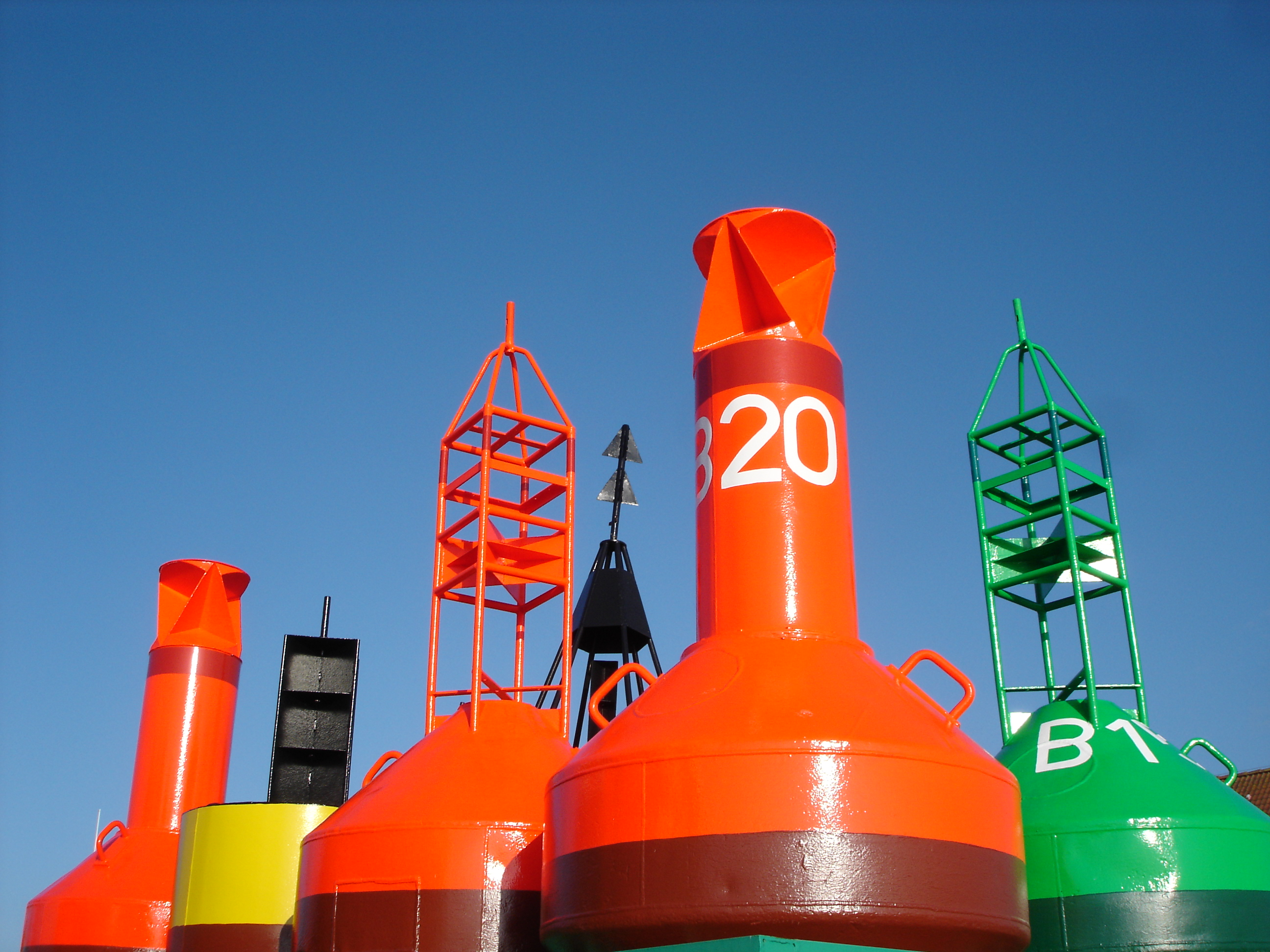
보관소에 있는 여러 종류의 부표.
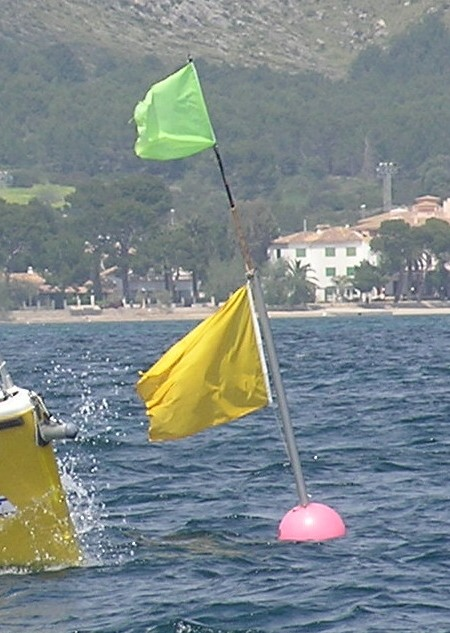
요트 경주에서 회전 표지판으로 사용되는 부표.
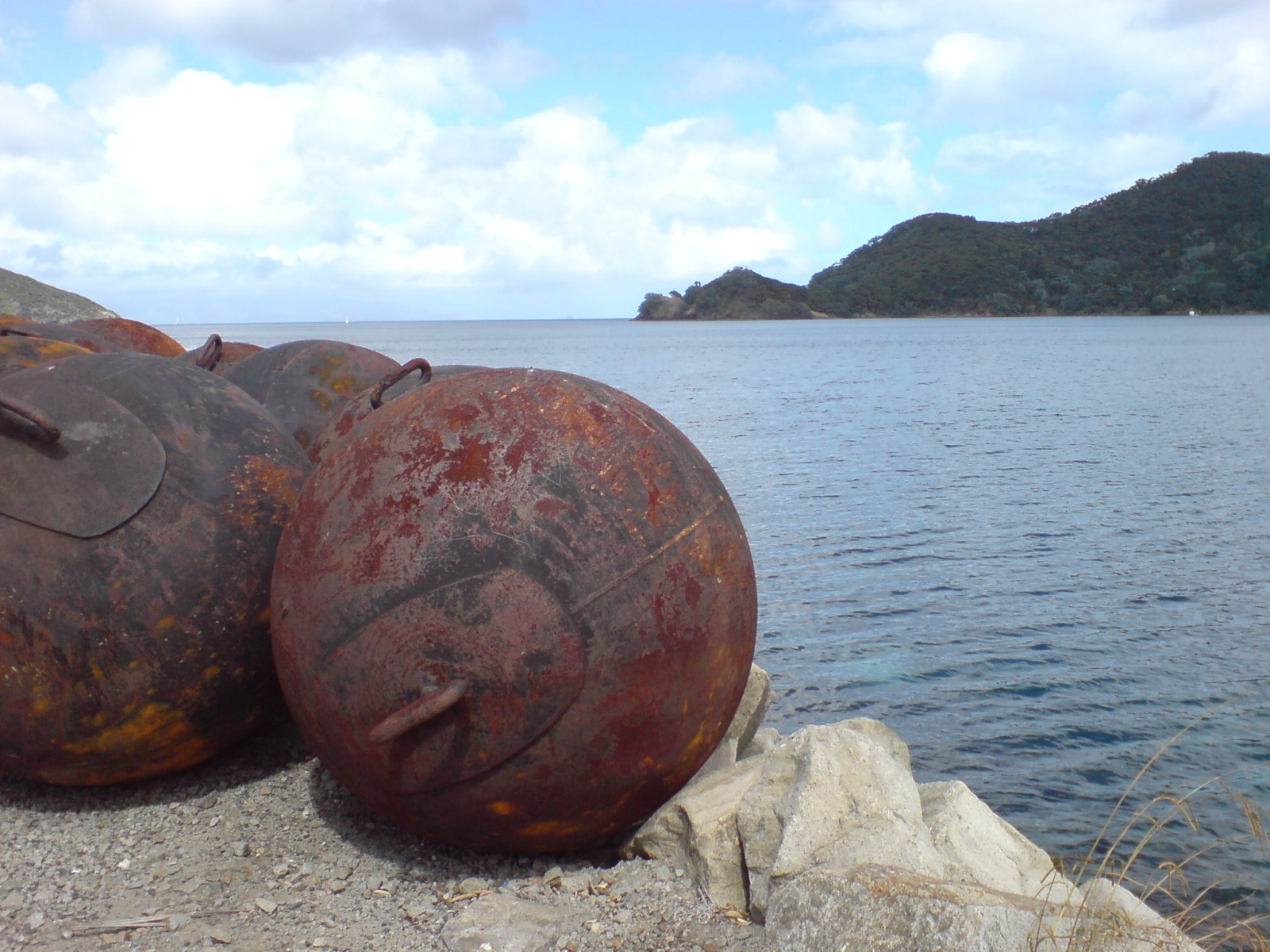
오래된 철제 부표, 대부분 계류용으로 추정.
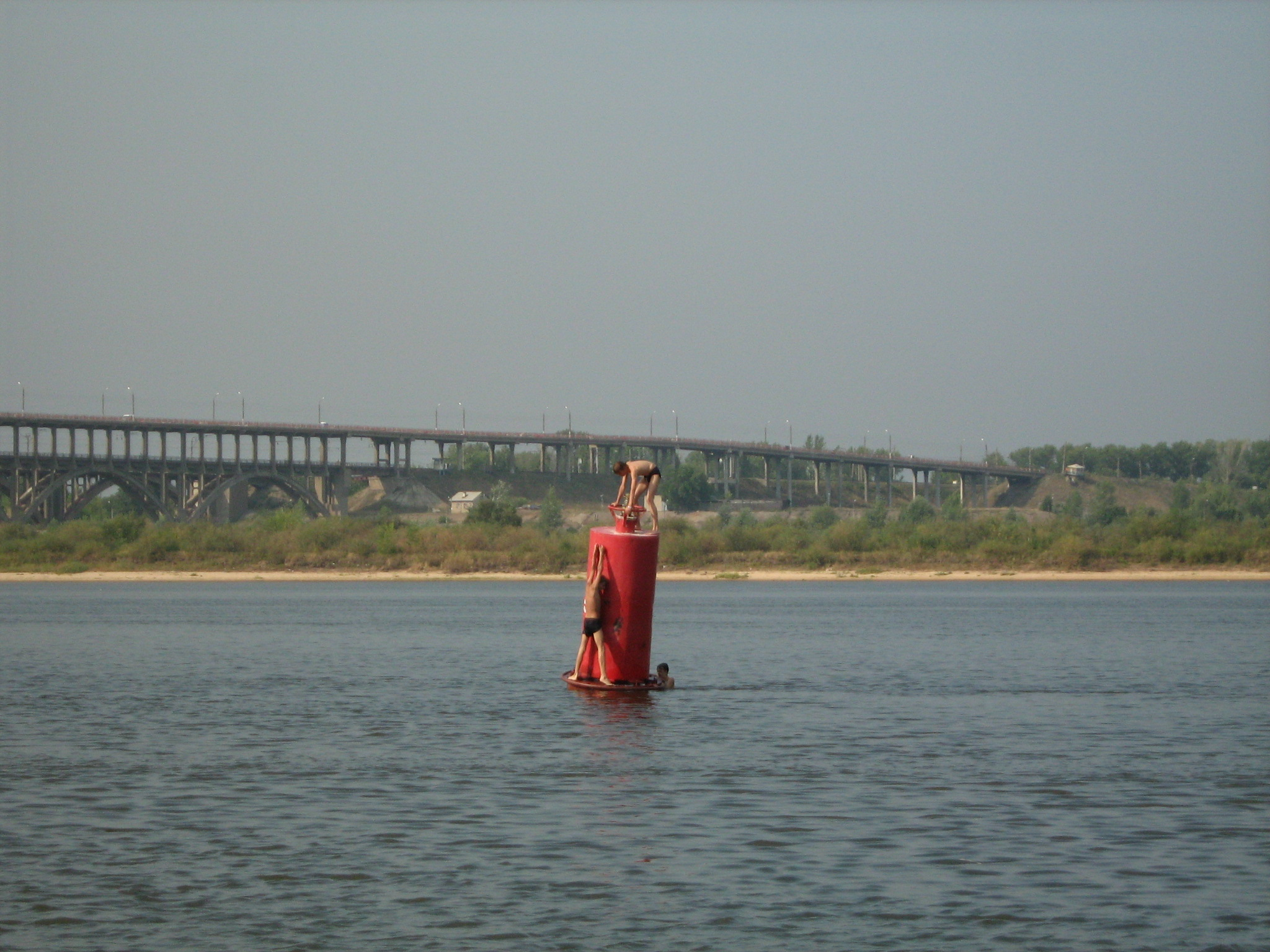
볼가강 부표에서 노는 아이들
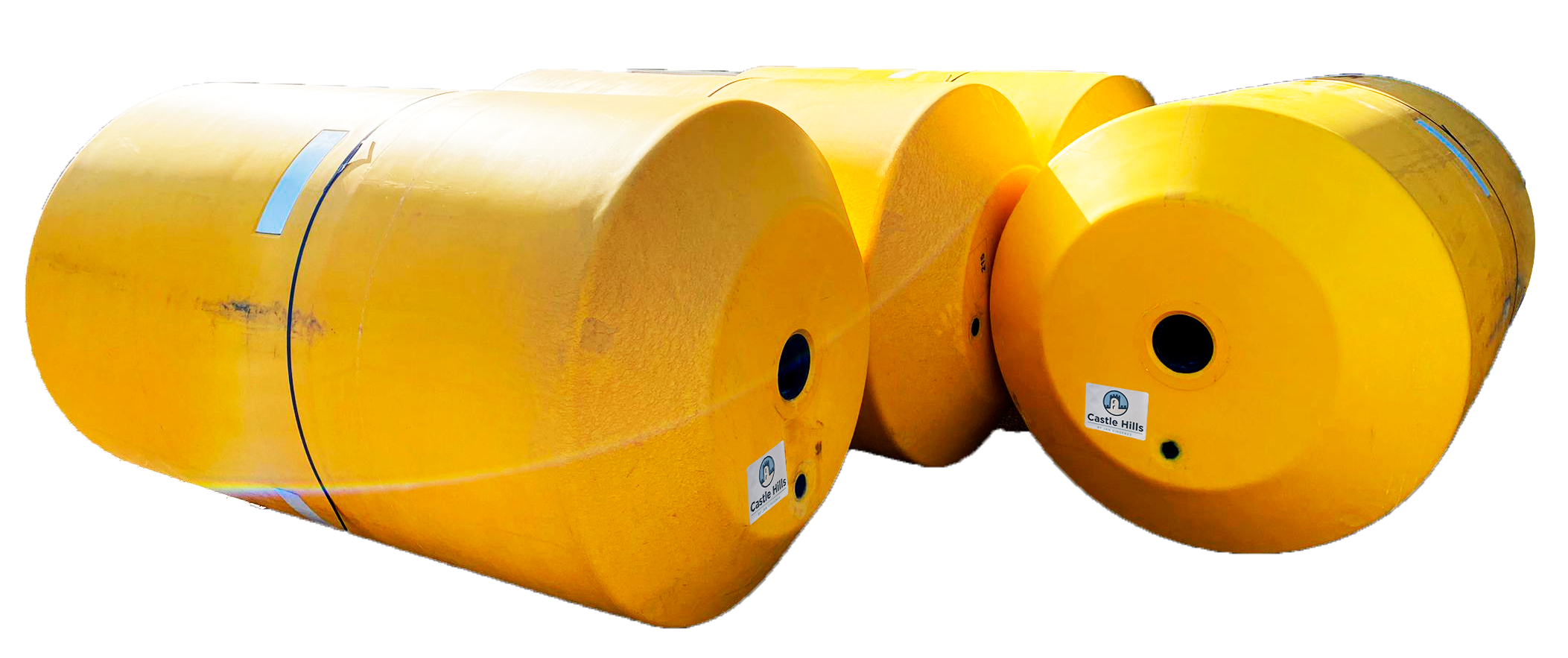
재활용된 수면 부표
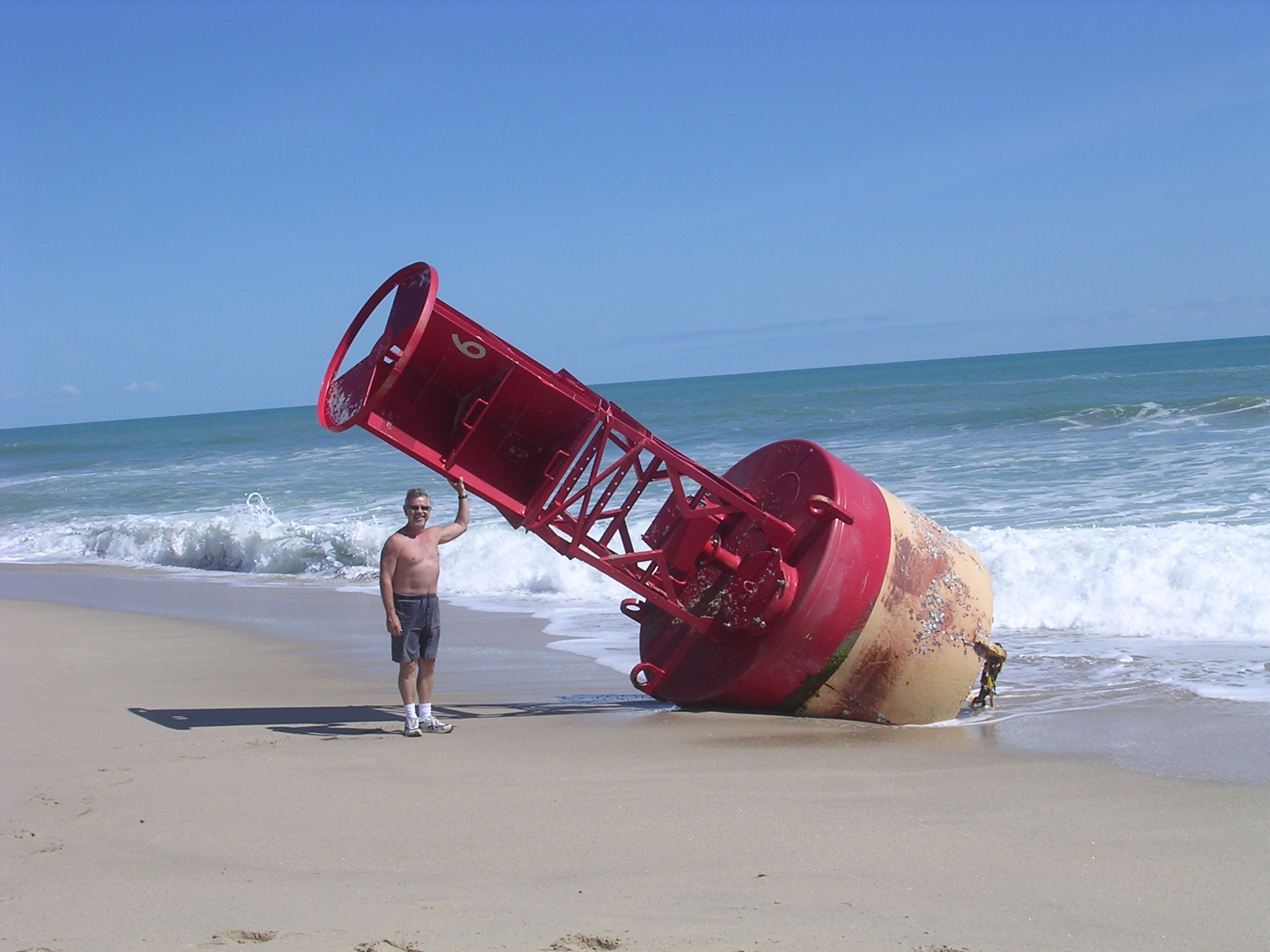
세바스찬 인렛 주립 공원 해변에 좌초된 부표.
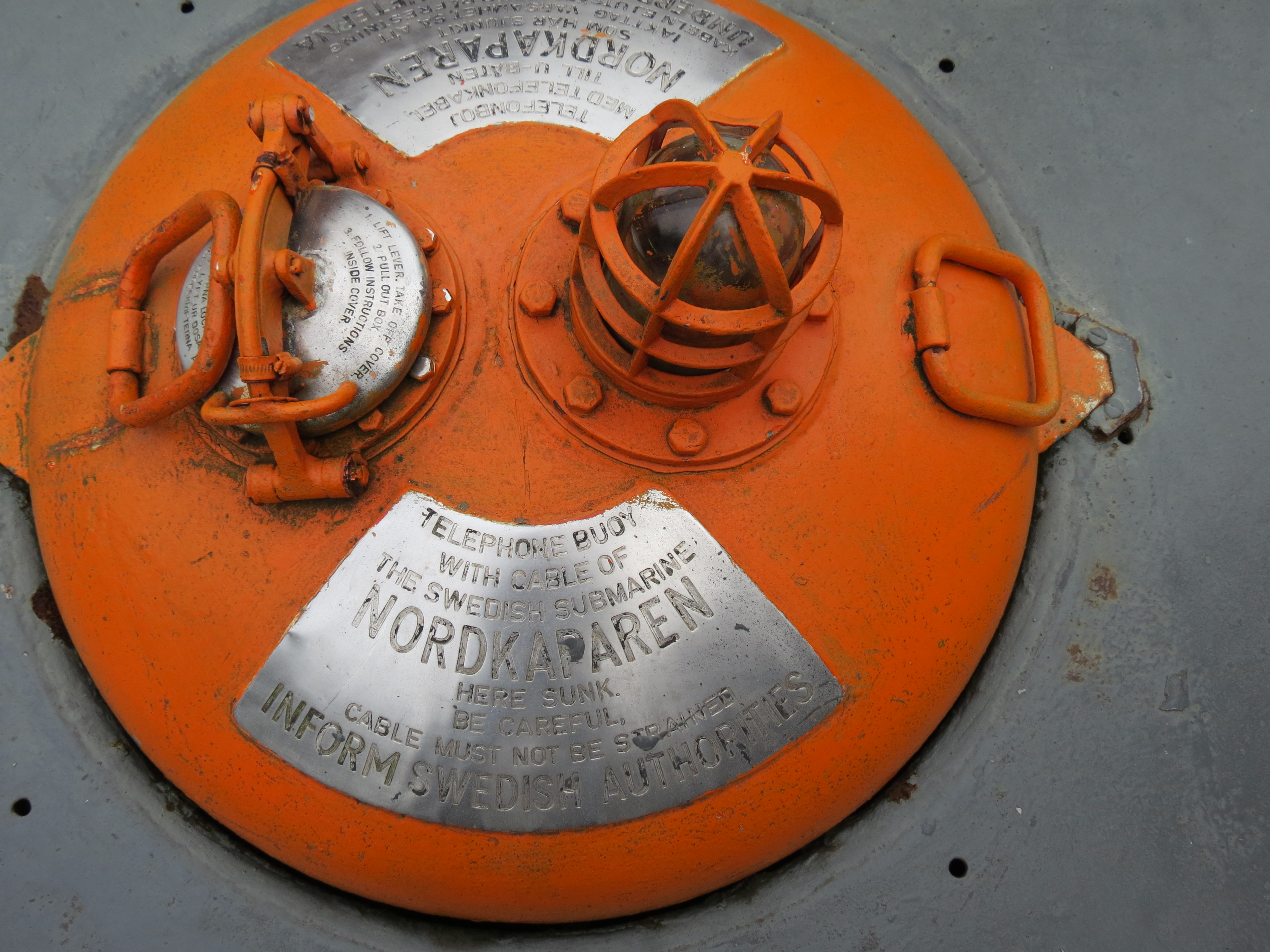
스웨덴 잠수함 Nordkaparen의 비상 부표
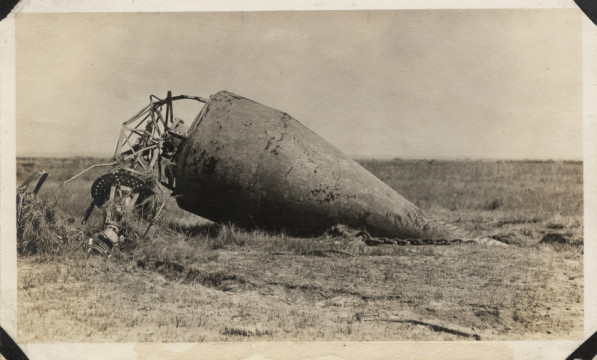
1915년 갤버스턴 허리케인 후 육지에 좌초된 가스 부표, 텍사스 시티, 텍사스 근처
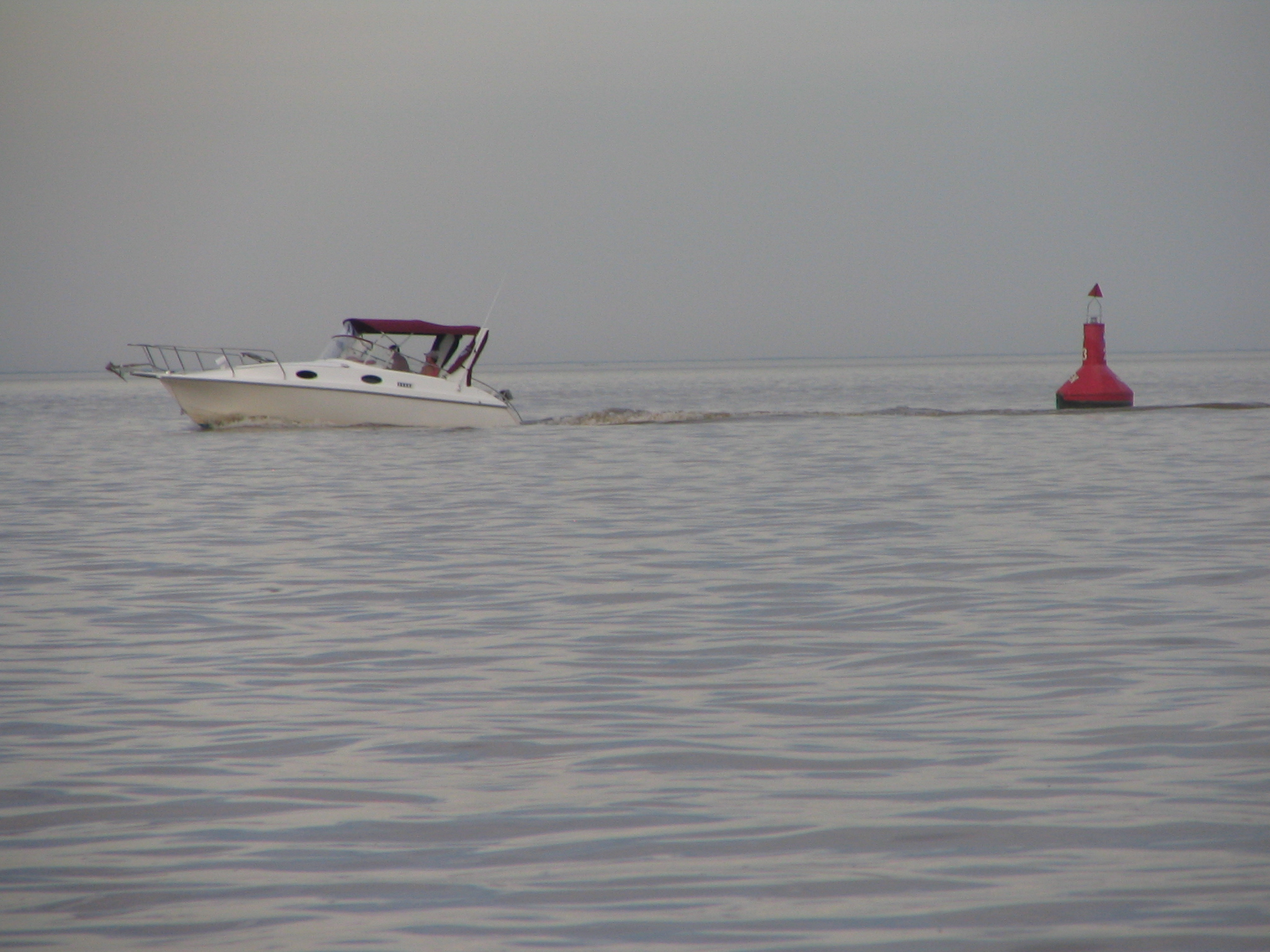
아르헨티나 부에노스아이레스 라플라타강의 수로 표지 부표 (측방 표지 - 지역 B - IALA )
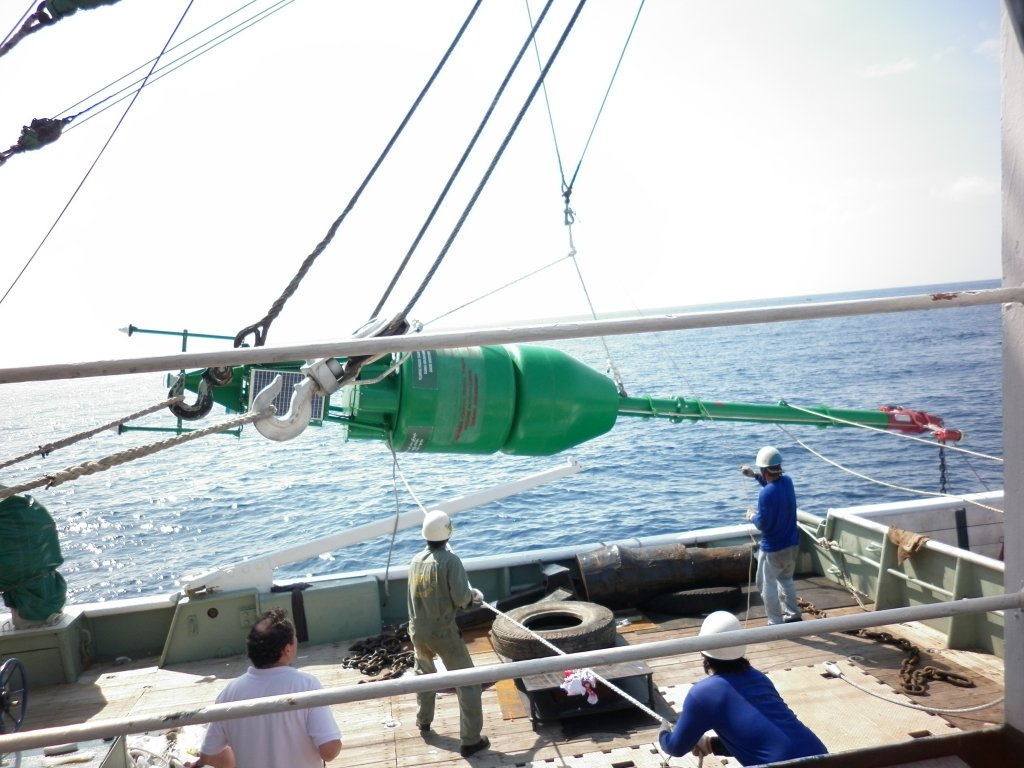
안다만해 배치 전 쓰나미 부표
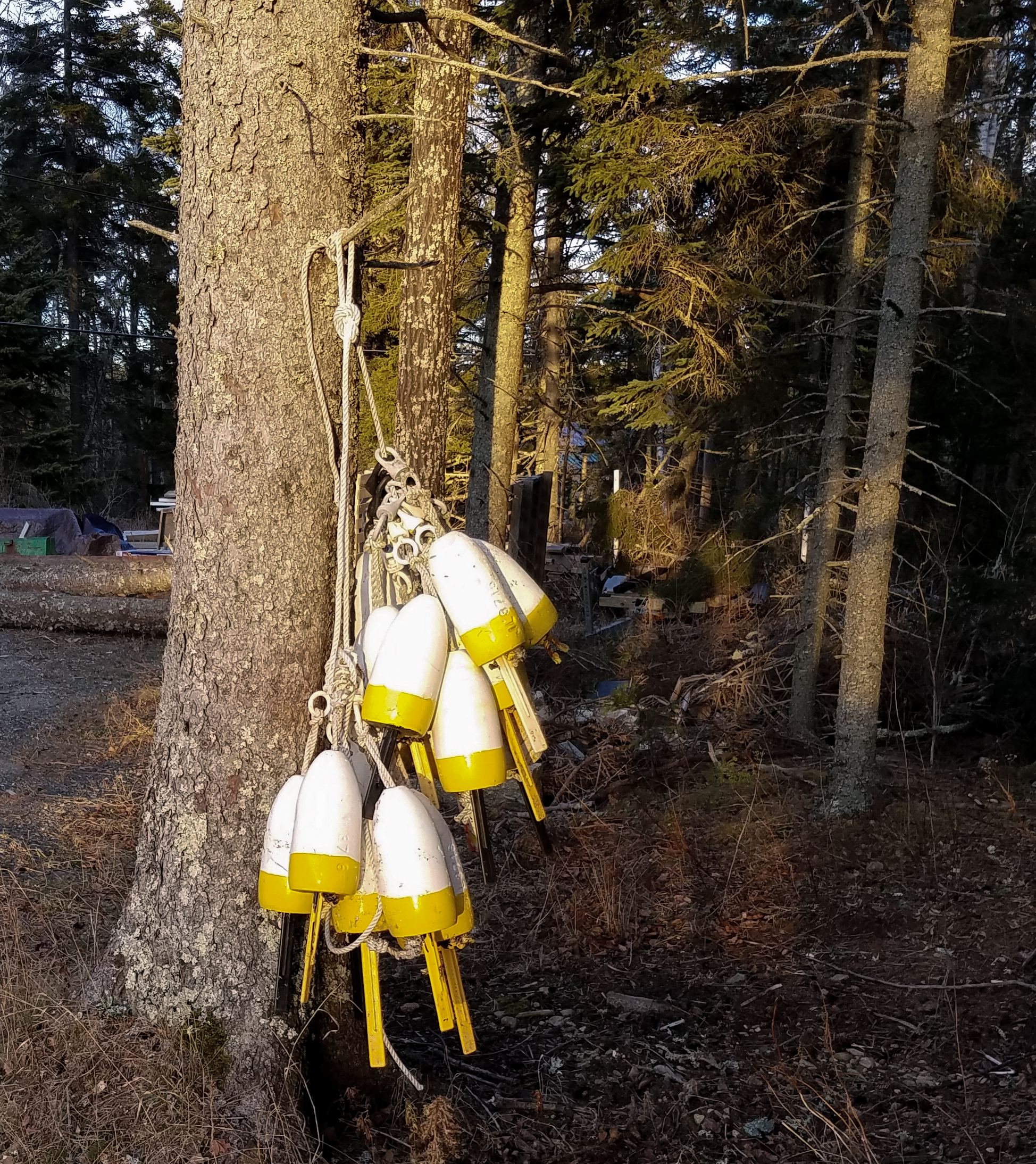
나무에 매달린 가재 부표, 스프루스헤드 섬, 메인 주, 미국
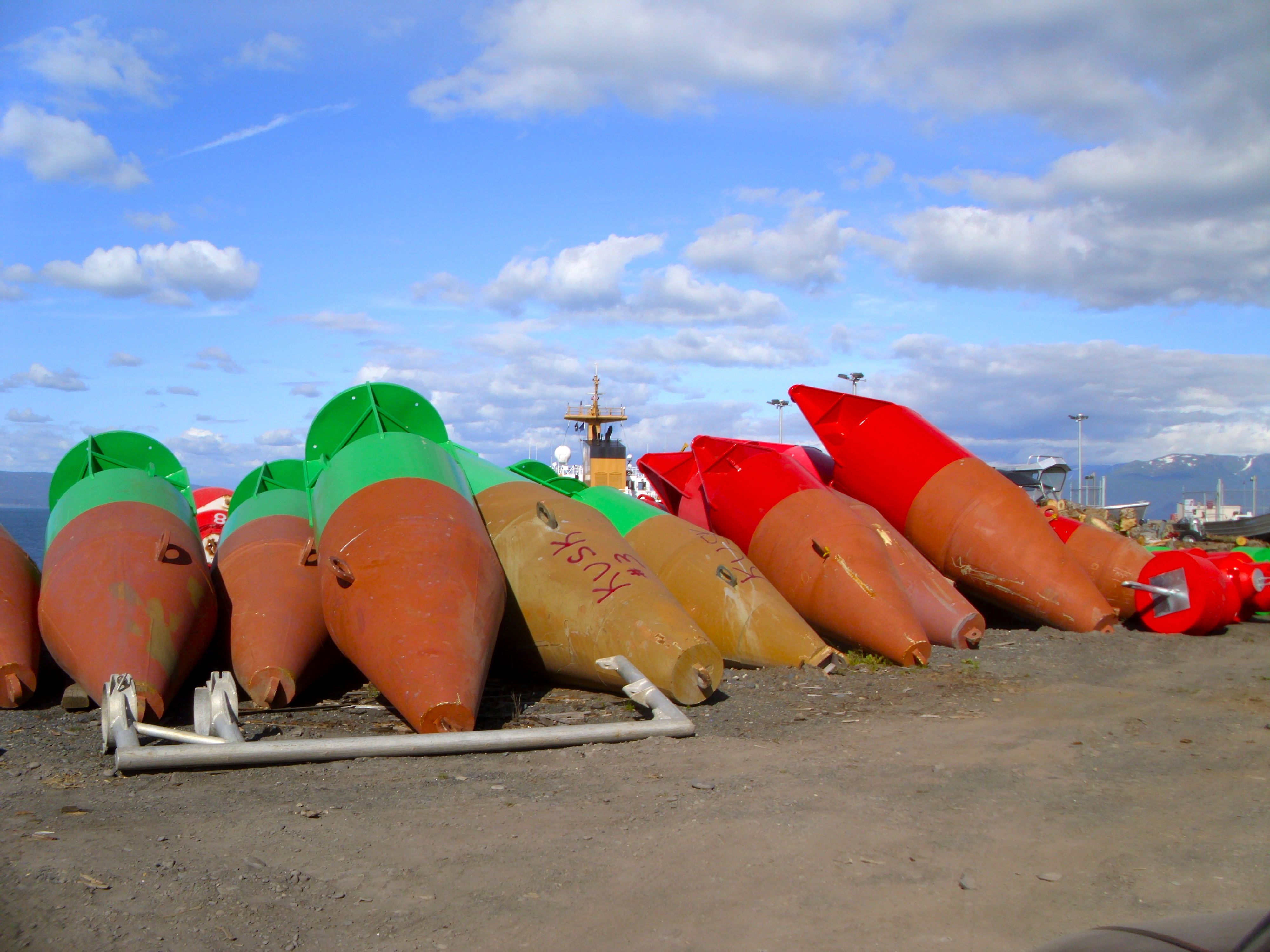
건조 상태의 부표, 호머, 알래스카
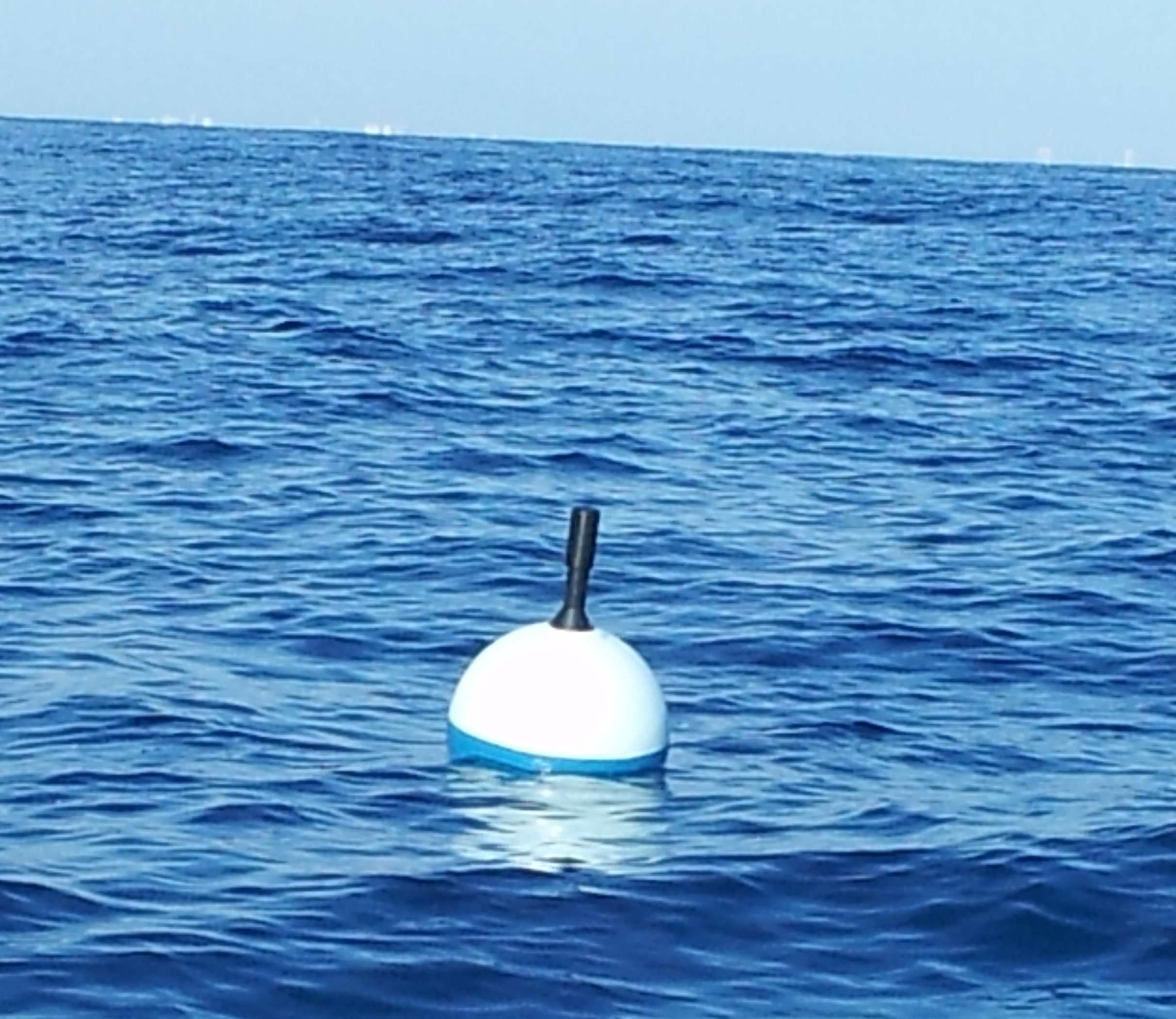
기압계가 장착된 표류 부표
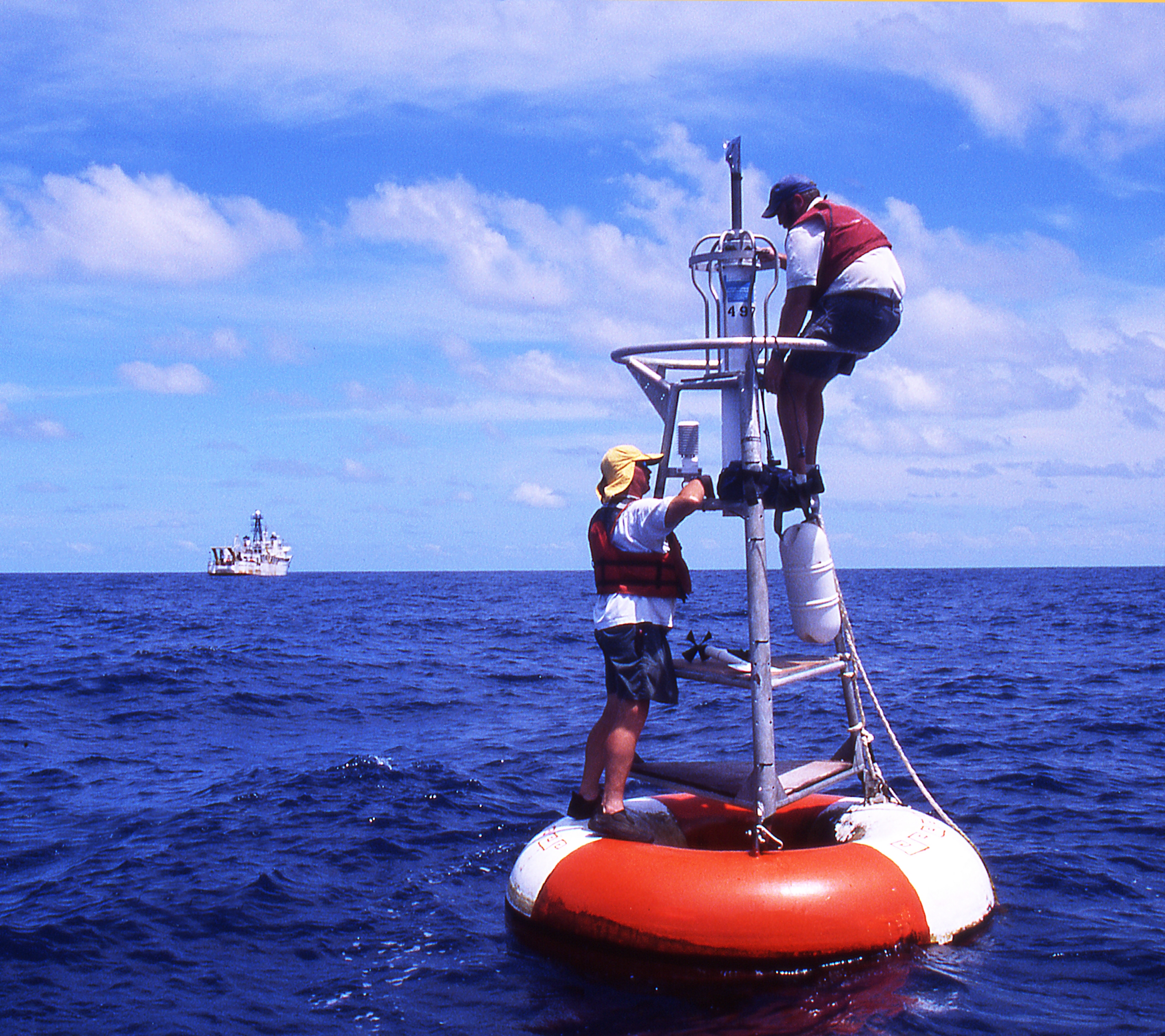
수리 중인 부표
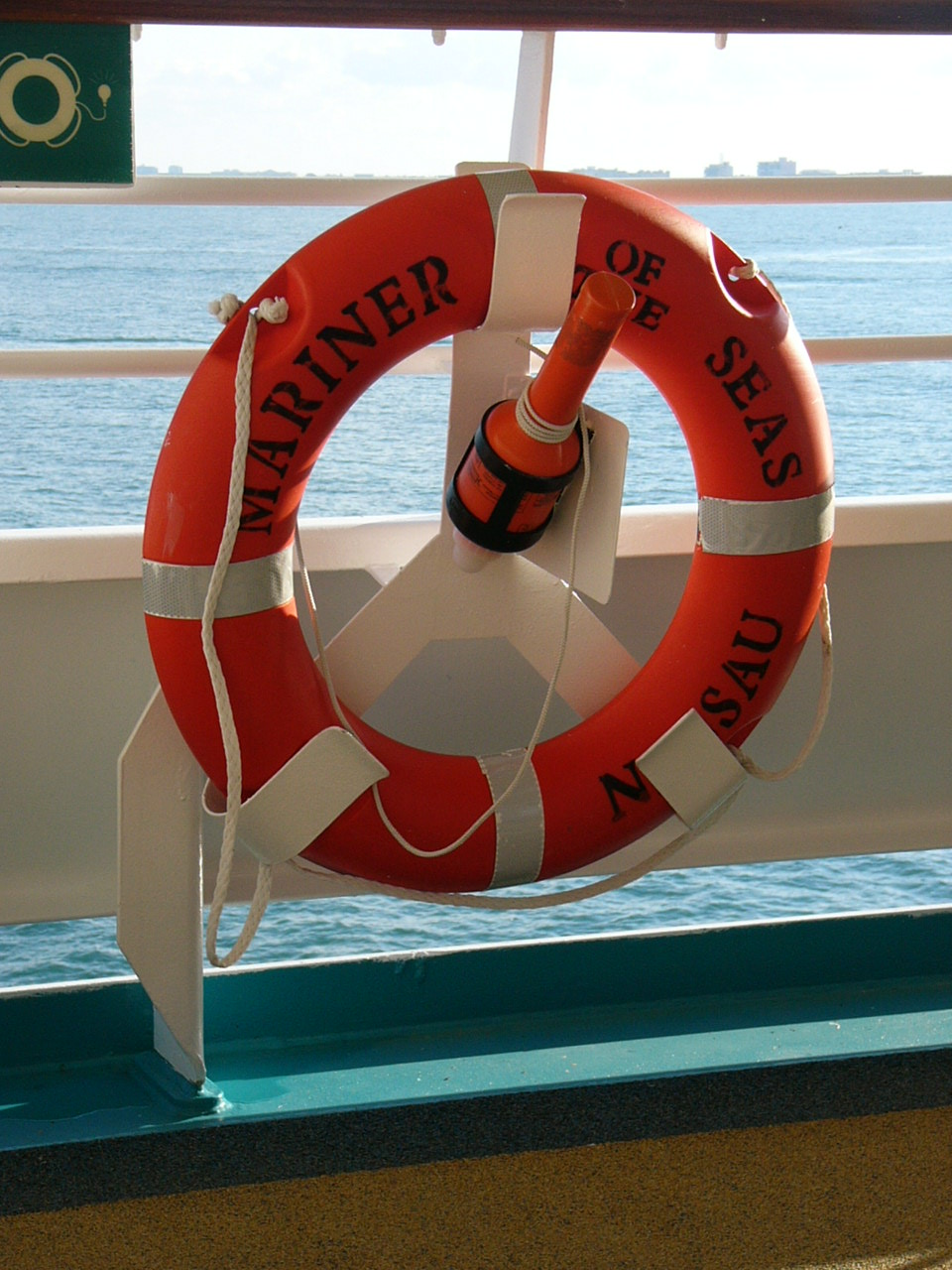
유람선에 있는 조명 달린 고리형 구명 부표
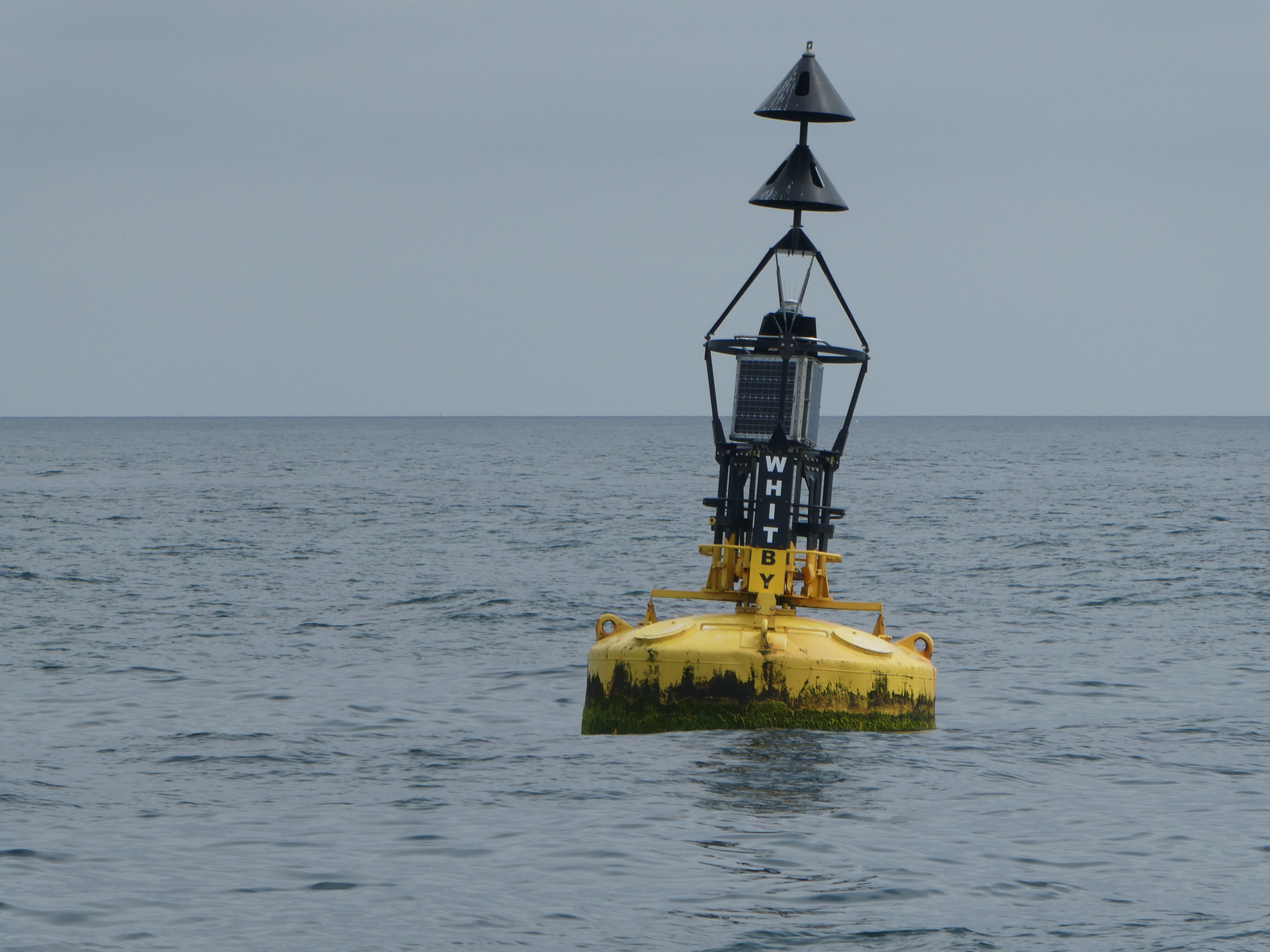
노스 요크셔 휘트비 해안 외곽 북쪽 심표
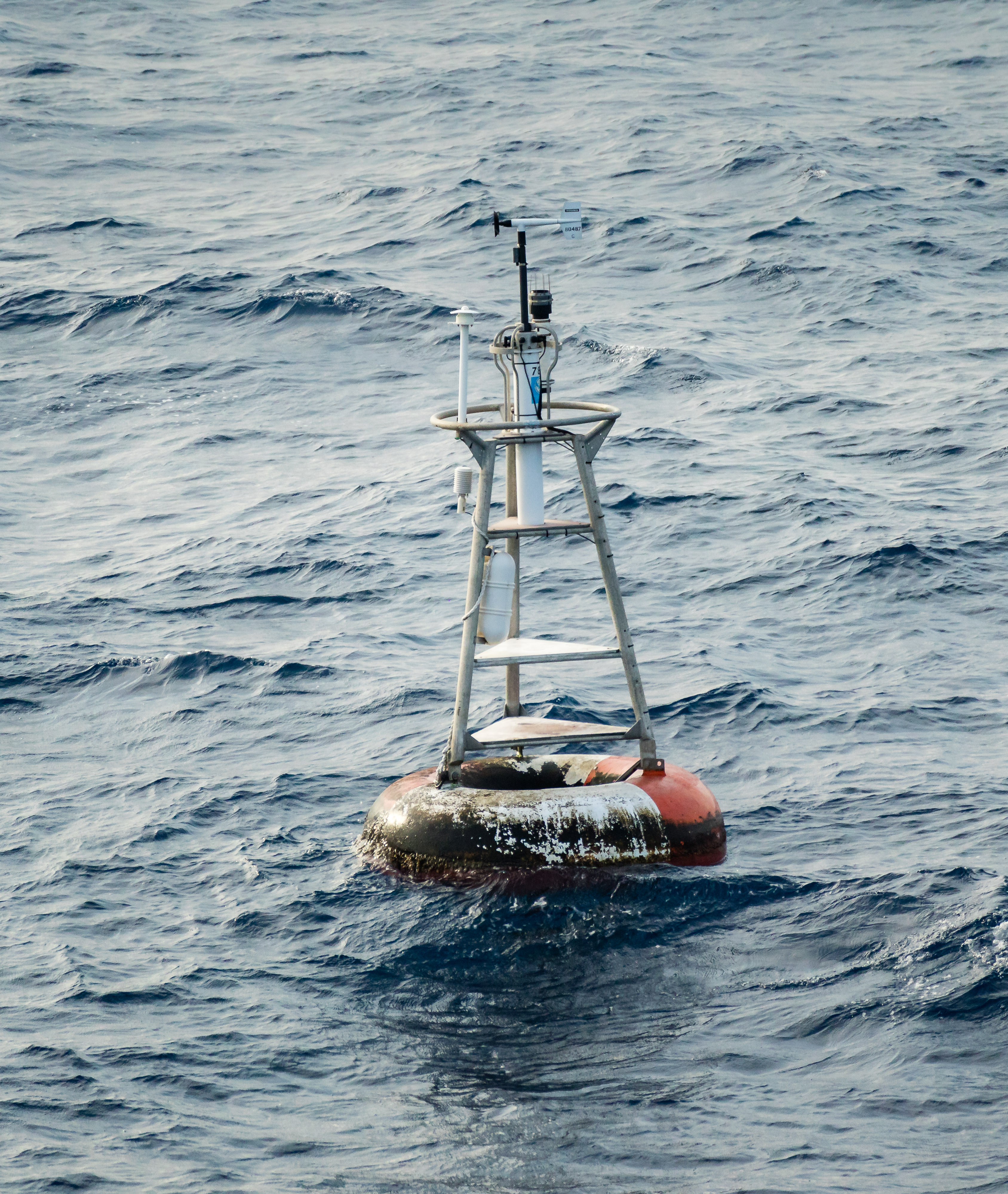
널 아일랜드의 좌표(북위 0도, 동경 0도)에 계류된 기상 부표
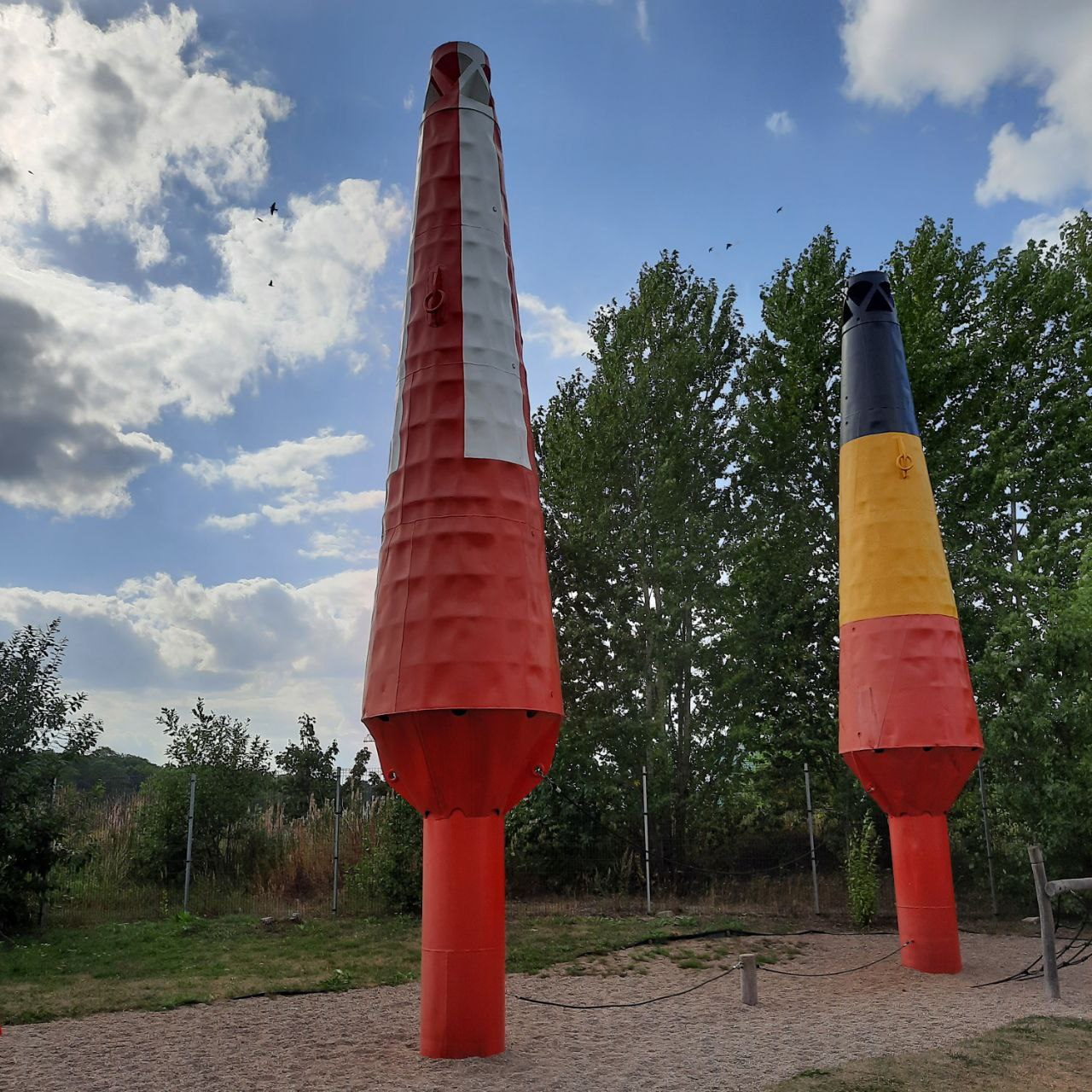
에스토니아 탈린의 놀이터에 있는 내빙 부표 MR-2S 및 N-2